# Prinsessan Rajiha av Irak
Prinsessan Rajiha av Irak, död 1959, var en irakisk prinsessa. Hon var dotter till kung Faisal I av Irak och drottning Huzaima bint Nasser, och syster till kung Ghazi av Irak.
Hon gifte sig 1937 med Abd al-Jabbar Mahmud Altai.
Hon befann sig vid tidpunkten för 14 juli-revolutionen 1958 i Lausanne i Schweiz, där hon behandlades för en cancer som hon också avled i året därpå.